# Мілтон (округ Саратога, Нью-Йорк)
Мілтон (англ. Milton) — переписна місцевість (CDP) в США, в окрузі Саратога штату Нью-Йорк. Населення — 4663 особи (2020).

## Географія
Мілтон розташований за координатами 43°2′14″ пн. ш. 73°51′14″ зх. д. / 43.03722° пн. ш. 73.85389° зх. д. (43.037343, -73.853896).  За даними Бюро перепису населення США в 2010 році переписна місцевість мала площу 3,86 км², з яких 3,85 км² — суходіл та 0,01 км² — водойми.

## Демографія
Згідно з переписом 2010 року, у селищі мешкало 3087 осіб у 1237 домогосподарствах у складі 863 родин. Густота населення становила 799 осіб/км².  Було 1292 помешкання (334/км²).
Расовий склад населення:
| - 96,1 % — білих - 1,0 % — чорних або афроамериканців - 1,0 % — азіатів - 0,1 % — вихідців з тихоокеанських островів |

До двох чи більше рас належало 1,4 %. Частка іспаномовних становила 1,5 % від усіх жителів.
За віковим діапазоном населення розподілялося таким чином: 24,7 % — особи молодші 18 років, 60,8 % — особи у віці 18—64 років, 14,5 % — особи у віці 65 років та старші. Медіана віку мешканця становила 41,2 року. На 100 осіб жіночої статі у селищі припадало 91,4 чоловіків;  на 100 жінок у віці від 18 років та старших — 87,9 чоловіків також старших 18 років.
Середній дохід на одне домашнє господарство  становив 94 611 долар США (медіана — 90 417), а середній дохід на одну сім'ю — 105 591 долар (медіана — 101 250). За межею бідності перебувало 3,1 % осіб, у тому числі 5,3 % дітей у віці до 18 років та 1,8 % осіб у віці 65 років та старших.
Цивільне працевлаштоване населення становило 1759 осіб. Основні галузі зайнятості: освіта, охорона здоров'я та соціальна допомога — 30,2 %, науковці, спеціалісти, менеджери — 12,0 %, роздрібна торгівля — 9,1 %, транспорт — 8,5 %.